# 김원정
김원정(金元鼎, ? ~ 1063년)은 고려 중기의 문신으로, 본관은 경주(慶州)이다. 김인위(金因謂)의 차남이다.

## 생애
1034년(덕종 3) 감찰어사(監察御史)로 임명되었고, 1044년(정종 10) 동북로병마사(東北路兵馬使) 김영기(金令器)가 장주(長州)·정주(定州)·원흥진(元興鎭)에 성을 쌓을 때 우사낭중(右司郞中)으로서 전공을 세웠다.
이에 조정으로 돌아온 후 김영기가 왕에게 청한 덕분에 포상을 받았다.
1049년(문종 3) 예빈경(禮賓卿)·동지중추원사(同知中樞院事)로 임명되어 재추의 반열에 올랐으며, 1052년(문종 6) 3월 어사대부(御史大夫)로 옮겼다가 9월 다시 동지중추원사로 임명되었다.
이후 중추원사(中樞院使)로 승진했다가 1054년(문종 8) 서북면병마사(西北面兵馬使)로 나갔으며, 이듬해 좌복야(左僕射)·참지정사(叅知政事)·태자소보(太子少保)로 임명되었다.
1057년(문종 11) 5월 병부(兵部)에서 '군졸을 파견해 양계(兩界)를 방비하자'고 요청하자, 당시 봉책사(封冊使)를 맞이하고 흥왕사(興王寺)의 역사(役事)에 동원되느라 쉬지 못해 피곤해진 군민들에게 물품을 하사해 보낼 것을 청했다.
12월 내사시랑동평장사(內史侍郞同平章事)로 승진했으며, 1060년(문종 14) 수사도(守司徒)가 더해졌다.
이듬해 문하시랑동평장사(門下侍郞同平章事)·상주국(上柱國)·태자태보(太子太保)로 승진했으나, 또 그 이듬해 개경(開京)에서 서경(西京)의 일을 감독하면서 올린 보고가 왕의 뜻에 거슬려 한 달여만에 파직되었고, 서경유수사(西京留守使)로 나갔다.
그러나 곧 소환되었으며, 1063년(문종 17) 수태위(守太尉)·문하시중(門下侍中)으로 승진했으나 얼마 후 졸했다.

## 가족 관계
- 증조 - 김인윤(金仁允)[7] : 삼한공신(三韓功臣)
  - 조부 - 김신웅(金信雄)[7] : 좌복야(左僕射)·태자태보(大子大保)
    - 아버지 - 김인위(金因謂)[8] : 수사도(守司徒)·내사시랑평장사(內史侍郞平章事)
    - 어머니 - 미상
      - 형 - 김원충(金元冲) : 수태위(守太尉)·문하시중(門下侍中), 정간공(貞簡公)
      - 동생 - 김원황(金元晃, ? ~ 1062년)[7] : 중추원사(中樞院使)·병부상서(兵部尙書), 의경공(毅敬公), 김경용(金景庸, 1041년 ~ 1125년)의 아버지
        - 아들 - 김지예(金之銳)[8] : 증(贈) 소감(少監), 김균(金稛, ? ~ 1398년)의 9대조
        - 사위 - 서정(徐靖)[9] : 중서시랑평장사(中書侍郞平章事), 서공(徐恭, 1101년 ~ 1171년)의 조부